# Polizia Penitenziaria

Polizia Penitenziaria (magyarul: Büntetésvégrehajtási Rendőrség), Olaszországban a börtönök őrzését és a rabok szállítását ellátó rendőri szerv, mely az Igazságügyminisztériumnak (Ministro de Grazia e Giustizia) van alárendelve. A magyar büntetésvégrehajtási szervezettől eltekintve az olasz Polizia Penitenziaria általános rendőri feladatokat is ellát, például felkutatja a szökött bűnözőket.
Sportegyesületük a Fiamme Azzurre Gruppi Sportivi, amelynek sportolói már több olimpián és nemzetközi versenyen is részt vettek. A sportegyesületben sok sportág gyakorlására van lehetőség, ezek közül néhány: atlétika, kerékpár, lovaglás, karate, judo, birkózás, úszás, vívás, triatlon, íjászat, lövészet… Híres versenyzőik között megemlítendő például Domenico Mei kerékpár versenyző. 1948-ban saját labdarúgó csapatot is alapítottak, az AS Astrea Calcio-t, amely alsóbb osztályokban szerepel. 

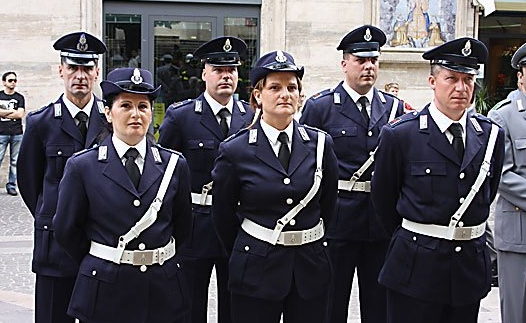
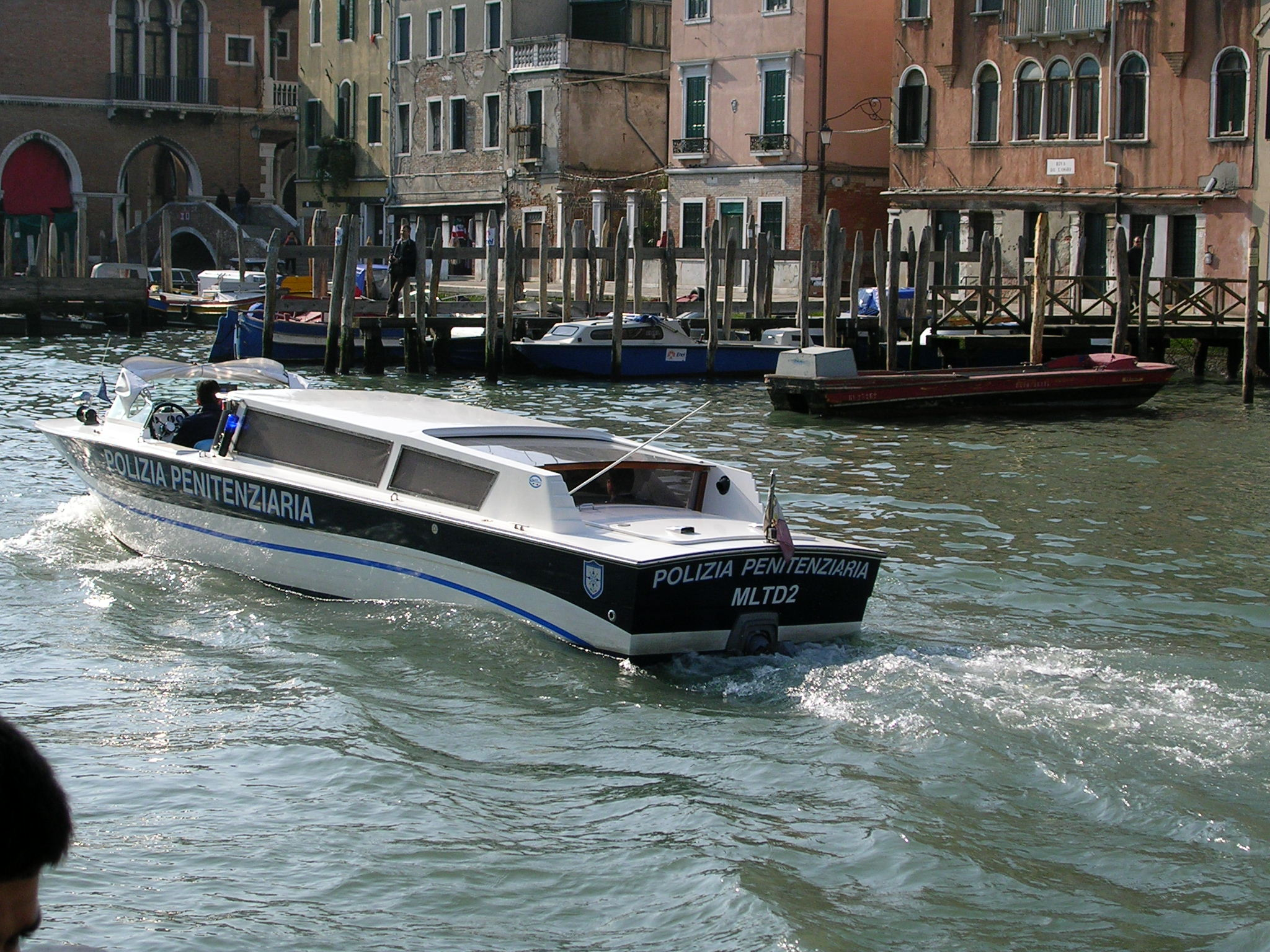